# Хомутов, Валерий Васильевич
Валерий Васильевич Хомутов (22 июля 1942, с. Мишковка, Стародубский район, Брянская область, РСФСР, СССР — 1 сентября 2014) — советский альпинист, мастер спорта СССР международного класса (1982), заслуженный мастер спорта СССР (1982).
Награждён орденом Дружбы народов.

## Биография
По образованию — радиоинженер, работал начальником отдела в Московском научно-исследовательском институте радиосвязи. В 90-е годы — ответственный сотрудник фирмы «Альппрофспорт».
В 1962 увлекся альпинизмом и скалолазанием. В 1965 и 1966 занимал призовые места в первенствах по скалолазанию ЦС ДСО «Буревестник» и г. Харькова. Имел 1-й разряд по скалолазанию и звание судьи 1-й категории по скалолазанию. Мастер спорта СССР по альпинизму (1978).
С 1979 года — инструктор альпинизма 2-й категории. До 1982 семь раз поднимался на семитысячники Союза.
В 1977 участвовал в восхождении на п. Коммунизма по непройденному маршруту на южной стене вместе с Е. Пелеховым, В. Пучковым и В. Масюковым. Стена была пройдена в рамках чемпионата СССР в высотном классе.
В 1980 — п. Ахмади Дониша с севера по стене, рук., пп. Первенство СССР: 1981 — п. Ленинград по Ю ст. (Памир, хребет Петра I), 2-е место в высотно-техническом классе.
В марте 1982 года группа Хомутов вышла на штурм Эвереста. Принимал активное участие в организации лагерей и прокладке маршрута, при этом дважды поднялся выше 7000 м, один раз выше 8000 м. 9 мая в 11.30 по непальскому времени вершина покорилась альпинистам: Хомутову, Пучкову и Голодову.
Семья — Жена Наталья Петровна, сын Сергей, дочь Светлана.
Был председателем Совета ветеранов федерации альпинизма России.
Скончался 1 сентября 2014 года после тяжелой болезни.